# Traffic (band)
 For alternative betydninger, se Traffic. (Se også artikler, som begynder med Traffic)
Traffic er et engelsk rock band dannet i Birmingham i april 1967 af Steve Winwood, Jim Capaldi, Chris Wood og Dave Mason. De begyndte som en psykedelisk rock gruppe og diversificerede deres lyd ved brug af instrumenter som keyboard, cembalo, sitar og forskellige reed instrumenter, og ved at indarbejde jazz og improvisatoriske teknikker i deres musik. Deres første tre singler var "Paper Sun", "Hole in My Shoe" og"Here We Go Round the Mulberry Bush" .'
Efter bandets opløsning i 1969, hvor Winwood sluttede sig til Blind Faith, gendannedes Traffic i 1970 for at indspille albummet "John Barleycorn Must Die." Bandets besætning varierede fra dette tidspunkt indtil de opløstes igen i 1975. En delvis gendannelse med Winwood og Capaldi fandt sted i 1994.
Traffic blev optaget i Rock and Roll Hall of Fame i 2004.

## Historie
Traffics sanger og keyboardspiller Steve Winwood var sanger i the Spencer Davis Group allerede som 14-årig. Trommeslageren Jim Capaldi og guitarsten Dave Mason havde begge været medlemmer af the Hellions and Deep Feeling, mens Chris Wood havde spillet med Locomotive-
Winwood, Capaldi, Mason og Wood mødtes ved en jam session i en klub i Aston, Birmingham. Efter Winwood forlod Spencer Davis Group i april 1967 dannede kvartetten Traffic . Capaldi forslog navnet til gruppe på et tidspunkt, hvor de ventede på at krydse gaden i Dorchester. Snart derefter lejede de et sommerhus nær landsbyen Aston Tirrold, Berkshire for at skrive og indøve nye stykker musik.
Brugen af denne hytte skulle vise sig at være vigtigt for udviklingen af bandet.
Traffic indgik en kontrakt med Chris Blackwell's Island Records (hvor Winwoods ældste bror Muff, der også var medlem af Spencer Davis Group, senere blev producer.
Debut singlen "Paper Sun" blev et hit i Storbritannien og nr. 4 i Canada i sommeren 1967. Deres anden single, Masons psych-pop "Hole in My Shoe", blev et endnu større hit i Storbritannien og nr. 4 i Canada. Det blev senere et af deres mest kendte numre. Bandets tredje single, "Here we Go Round the Mulberry Bush", blev indspillet til soundtracket til en britisk spillefilm fra 1967. Deres debut-album, var Mr. Fantasy, produceret af Jimmy Miller, og ligesom singlerne var det et hit i Storbritannien, men ikke nær så stort andre steder, selv om det nåede nummer 88 i USA.
Mason forlod gruppen på grund af kunstneriske forskelle, samtidig med udgivelsen af Mr. Fantasy , men genindtrådte et par måneder i 1968, længe nok til at bidrage til flertallet af de sange, der på deres andet album Traffic. Den blev udgivet i 1968 og indeholdt den oprindelige version af Masons "Feelin' Allright", som senere blev indspillet med stor succes af Joe Cocker og Three Dog Night. Winwood, Wood og Capaldi ønskede at lede gruppen i en anden retning og valgte en folk/blues stil frem for deres tidligere psykedelisk/eklektiske rock-lyd, mens Mason var orienteret i retning af psykedelisk pop. Mason udtrykte også ubehag ved Traffics livsstil. Bandet turnerede i USA som en trio i slutningen af 1968, hvilket førte til det følgende års udgave af Trafik ' s næste album, Last Exit, hvis ene side var optaget live. I løbet af 1968 spillede Winwood og Wood ofte med Jimi Hendrix, og de er begge opført på The Jimi Hendrix experiences 1968 dobbeltalbum Electric Ladyland, ligesom en ukrediteret Mason medvirkede her.
Bandet blev opløst, fordi Winwood forlod det uden forklaring i begyndelsen af 1969 , men han har senere sagt: "på grund af den måde, jeg stpooede i Spencer Davis Group, så jeg ingen grund til, hvorfor jeg ikke skulle forlade Traffic og komme videre. Det forekom mig at være en normal ting at gøre."
Winwood dannede derefter supergruppen Blind Faith, der dog blot eksisterede mindre end et år, indspille et album og gennemføre en USA-turné. De resterende medlemmer af Traffic begyndte et projekt med Mick Weaver, hvor de spillede et par koncerter og nogle BBC sessions, men skiltes hurtigt uden nogle formelle optagelser.
Efter opløsningen af Blind Faith i 1969, begyndte Winwood at arbejde på en soloudgivelse, hvor han fik Wood og Capaldi til at bidrage, og projektet blev i sidste ende til et nyt Traffic-album, album, John Barleycorn Must Die, deres mest succesfulde album til dato. Sent i 1970 udvidede Winwood bandet med Ric Grech på bas. Gruppen blev yderligere udvidet i 1971 med trommeslager Jim Gordon fra Derek and the Dominos og den ghanesiske percussionist Rebop Kwaku Baah. Et live-album Welcome to the Canteen blev udgivet i september 1971. Den var ikke krediteret "Traffic", men gruppens enkelte medlemmer, herunder Mason, der vendte tilbage til sin tredje og sidste opgave med bandet. Albummet sluttede med en version af The Spencer Davis Group s sang "Gimme Some Loving", der blev et mindre hit.
Efter Masons farvel udgav Traffic The Low Spark of High Heeled Boys (1971), som blev et Top 10 album i USA. Den solgte over en halv million eksemplarer i 1972, hvor den modtog en guldplade, og blev tildelt en R. I. A. A. platin-cd i marts 1976 for over en million som samlet salg. Alligevel betød interne uenigheder, at Grech og Gordon forlod bandet i December 1971, og allerede måneden efter blev Winwood ramt af peritonitis, hvorefter Traffic endnu engang måtte holde pause. Jim Capaldi benyttede pausen til at indspille et solo-album, Oh How We Danced, og her erstattede trommeslageren Roger Hawkins og bassisten David Hood Grech og Gordon.
Da Winwood var blevet rask i begyndelsen af 1972, turnerede denne i USA sammen med Capaldi, Wood, Kwaku Baah, Hawkins og Hood, og deres koncert på Santa Monica Civic Auditorium den 21. februar anses for at være den eneste bevarede TV live-optagelse med gruppen.
Traffics 6. studiealbum, Shoot Out at the Fantasy Factory, der udkom i 1973, fik en kølig modtagelse af anmelderne, men solgte godt. Det blev snart fulgt af en større verdensturné, hvor det dobbelte live-album, On the Road, blev indspillet. I slutningen af turneen forlod Hawkins, Hood og Kwaku Baah banddt, og Chris Wood fik stigende problemer med stofmisbrug og depression.
Bassisten Rosko Gee erstattede David Hood, mens Capaldi skiftede tilbage til trommerne. When the Eagle Flies, udgivet i 1974, var endnu et Top Ti album i USA og blev en moderat succes i Storbrtannien. Men den efterfølgende turné i USA, blev trods en succes i form af billetsalg, følelsesmæssigt udmattende for bandet. Capaldi udtalte senere herom "Rosko Gee og jeg var de eneste i noget, der ligner normal form. Steve havde tilbagevendende problemer med peritonitis, og Chris' krop blev konstant udfordret af "kemiske angreb."" Winwood måtte forlade scenen midt i, hvad der skulle vise sig at være bandets sidste show i Chicago. Den følgende dag forlod han touren uden et ord til nogen, og herefter valgte de øvrige medlemmer af opløse bandet.
Steve Winwood indledte senere en solo-karriere, mens Rosko Gee og Rebop Kwaku Baah tilsluttede sig det tyske band Can. Kwaku Baah døde i 1983, og Capaldi dedikerede sit solo-album Fierce Heart til hans minde. Chris Wood døde samme år af lungebetændelse.
Alle de, der stadig levede blev genforenet i 1994 på en turne, hvor de var opvarmning for for Grateful Dead. Fløjte/saxofon blev spillet af Randall Bramblett, der havde arbejdet meget med Steve Winwood. Mike McEvoy spillede keyboard, guitar og bratsch, og Walfredo Reyes, Jr. spillede trommer og percussion. Winwood og Capaldi indspillede og udgav et nyt Traffic-album, Far from Home, uden deltagelse fra de fire andre medlemmer. Det nåede top 40 i både STORBRITANNIEN og USA. The Last Great Traffic Jam, et dobbelt live album og DVD udgivet i 2005, dokumenter bandets 1994 reunion tour.
De fire oprindelige medlemmer af Traffic blev optaget i Rock and Roll Hall of Fame den 15 Marts 2004. Winwood, Capaldi, Mason, og Stephanie Wood (stand in for sin afdøde bror Chris) deltog i denne ceremoni. Bramblett medvirkede på orgel og baspedaler, selv om han ikke var et af de medlemmer, der blev optaget. I en "finale" deltog også Keith Richards og Tom Petty og the Temptations. 
Planer om nye projekter blev afbrudt af Jim Capaldis død i en alder af 60 i januar 2005, . Winwood har efterfølgende dedikeret The Last Great Traffic Jam til " den mand, uden hvem Traffic aldrig kunne være blevet til noget: min livslange ven og partner, Jim Capaldi."

## Medlemmer
- Steve Winwood – vokal, guitar, keyboards, bas (1967-1969, 1970-1974, 1994)
- Jim Capaldi – trommer, percussion, vokal (1967-1969, 1970-1974, 1994) (død 2005)
- Chris Wood – fløjte, saxofon, keyboards (1967-1969, 1970-1974) (død 1983)
- Dave Mason – vokal, guitar, sitar, bas (1967, 1968, 1971)
- Ric Grech – bas (1970-1972) guitar (kun leve; 1970) (død 1990)
- Jim Gordon – trommer (1971-1972)
- Rebop Kwaku Baah – slagtøj (1971-1974) (død 1983)
- Roger Hawkins – trommer (1972-1973)
- David Hood – bas (1972-1973)
- Barry Beckett – orgel (1973) (død 2009)
- Rosko Gee – bas (1974, 1994)
- Randall Bramblett – fløjte, saxofon, keyboards (1994)
- Michael McEvoy – keyboards, guitar, bratsch (1994)
- Walfredo Reyes, Jr – percussion, trommer (1994)

## Diskografi

### Studio albums
- Mr. Fantasy (first US pressing issued with title Heaven Is In Your Mind) – 1967 UK No. 8, US No. 88
- Traffic – 1968 UK No. 9, US No. 17
- Last Exit (side 2 live at The Fillmore West) – 1969 US No. 19
- John Barleycorn Must Die – 1970 UK No. 11, US No. 5
- The Low Spark of High Heeled Boys – 1971 US No. 7
- Shoot Out at the Fantasy Factory – 1973 US No. 6
- When the Eagle Flies – 1974 UK No. 40, US No. 9
- Far from Home – 1994 UK No. 29, US No. 33

### Live albums
- Welcome to the Canteen -1971 (Recorded live in London)
- On The Road - 1973 (Recorded live on tour in Germany)

## Eksterne links
- Chris Wood
- Steve Winwood
- Jim Capaldi
- Trafik på Music.com
- BrumBeat Trafik information
- En Fest for Jim Capaldi
- Trafik historie
- Officielle pressemeddelelse for "John Barleycorn Skal Dø' genudsendelse